# Sára Rychlíková
Sára Rychlíková (* 5. března 1999 Příbram) je česká divadelní a televizní herečka, členka souboru Divadla na Vinohradech.
Od svých šesti let do roku 2018 se závodně věnovala krasobruslení, v letech 2010 až 2012 sportovnímu aerobiku. Vystudovala obor Herectví činoherního divadla na Divadelní fakultě Akademie múzických umění (DAMU) v Praze. Nyní je v angažmá Divadla na Vinohradech a také účinkuje v televizních filmech a seriálech.
V letech 2022 a 2023 byl jejím partnerem herec Vojtěch Vodochodský, se kterým se seznámila během natáčení seriálu O mě se neboj.

## Divadelní role (výběr)

### Divadlo na Vinohradech

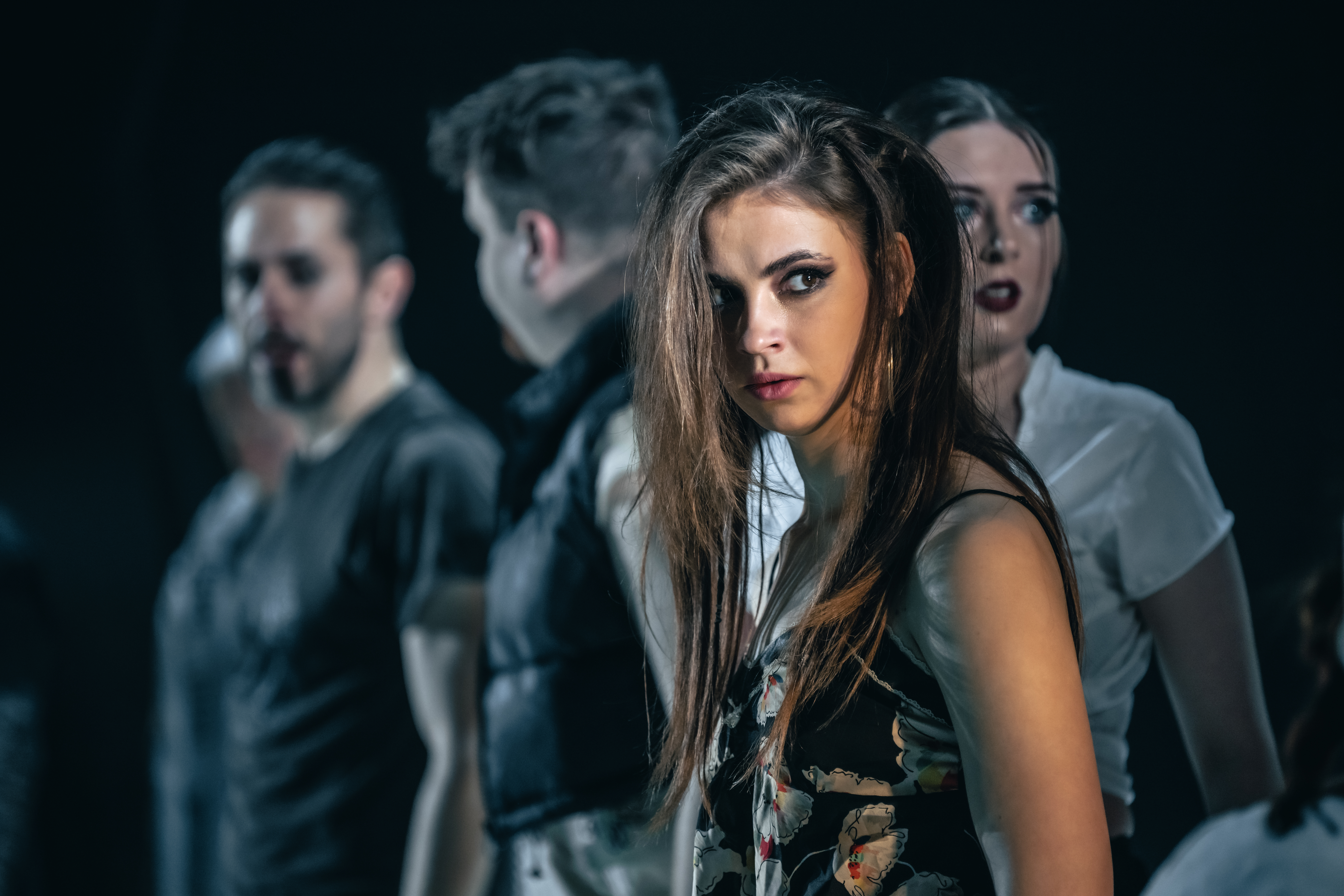
Sára Rychlíková v roli Pascualy v inscenaci Vzpoura lásky (Fuente Ovejuna), Divadlo na Vinohradech, foto Petr Chodura (2023)

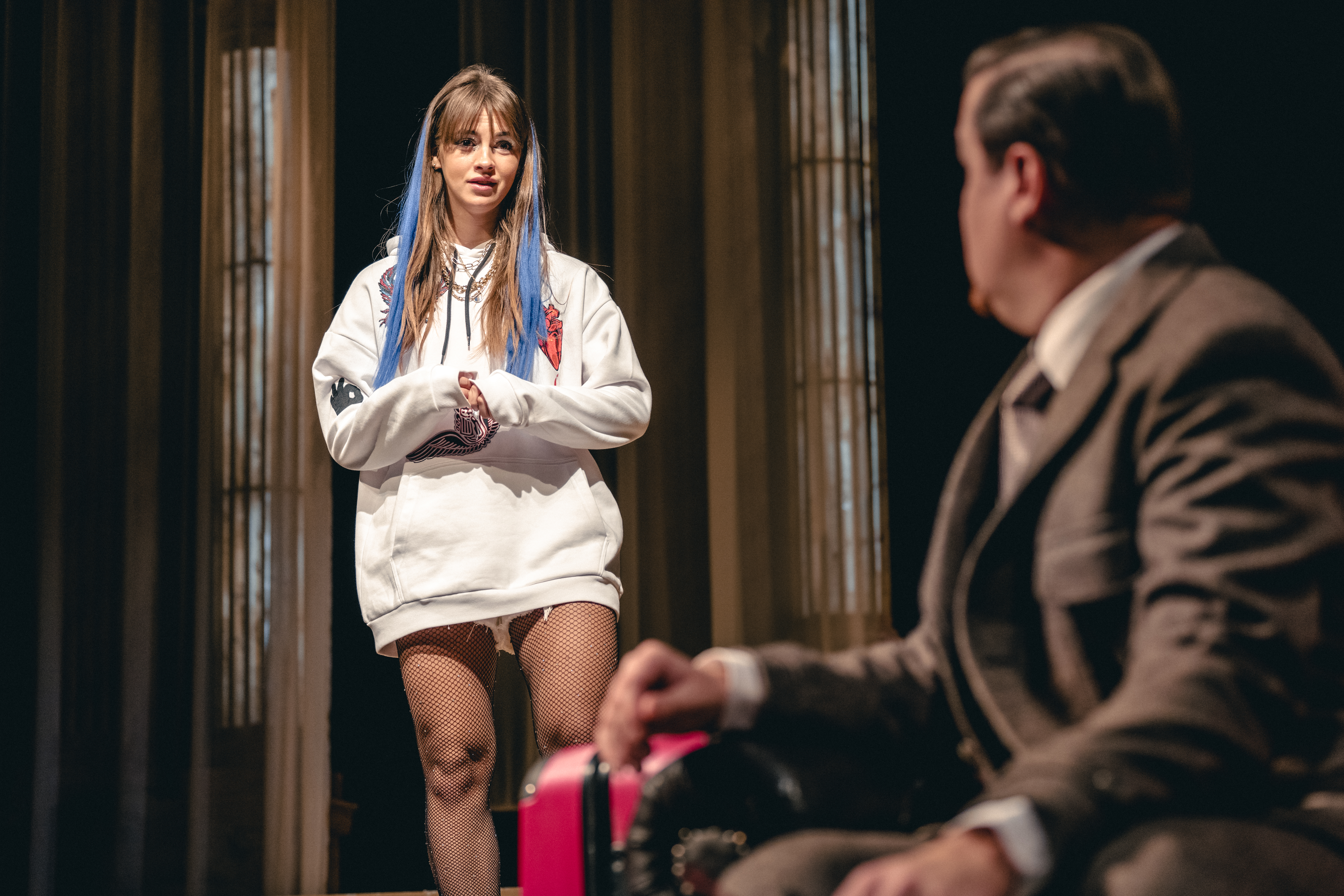
Sára Rychlíková v roli Susan v inscenaci Nepijte tu vodu, Divadlo na Vinohradech, foto Petr Chodura (2023)

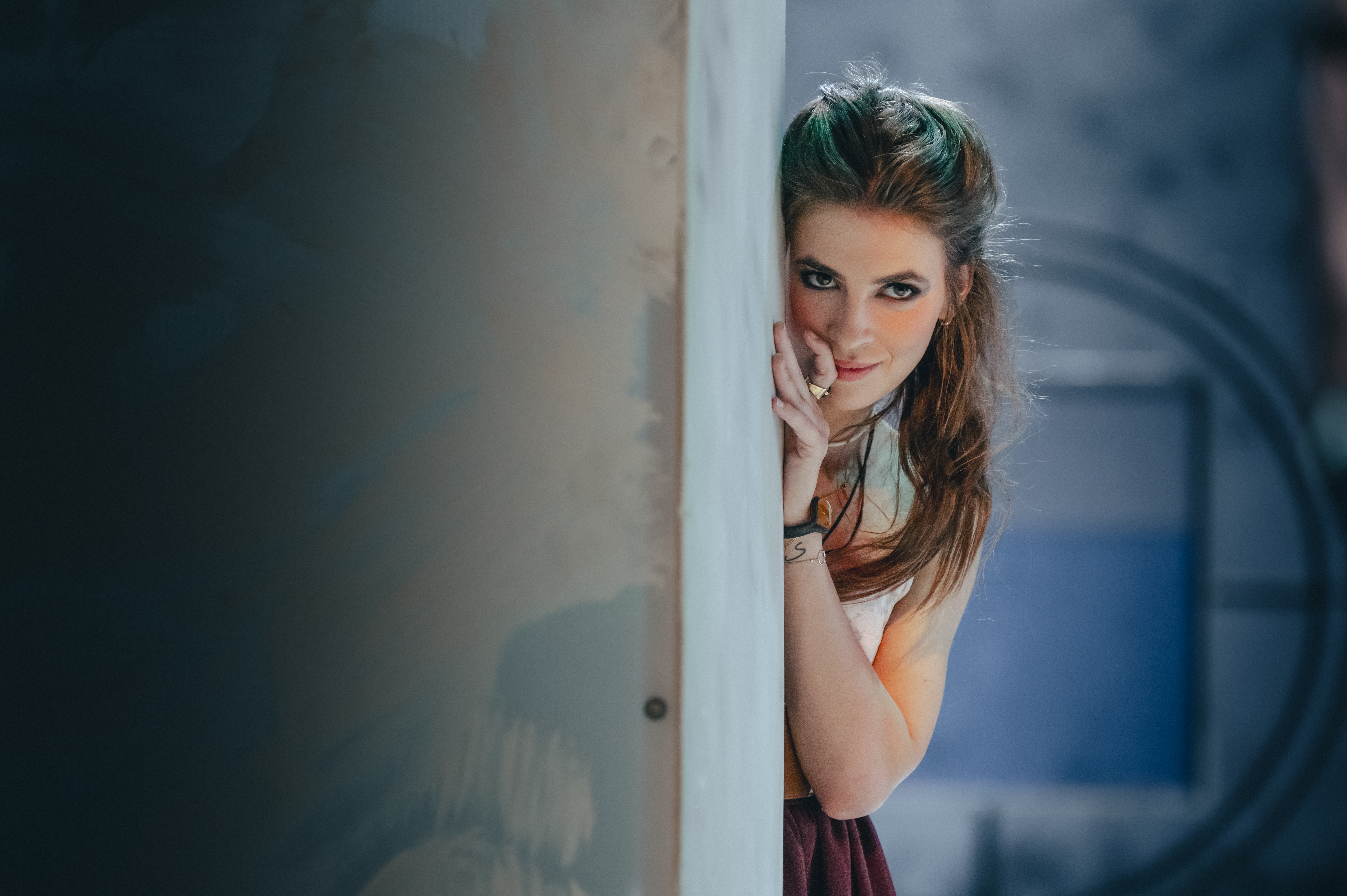
Sára Rychlíková v roli Marie v inscenaci Večer tříkrálový, Divadlo na Vinohradech, foto Petr Chodura (2024)

- 2020 Viktor Dyk: Zmoudření Dona Quijota, režie: Martin Čičvák, premiéra: 7. února 2020, role: Pastýřka
- 2022 Guy de Maupassant – Vladimír Čepek: Miláček, režie: Šimon Dominik, premiéra: 3. prosince 2021, role: Clotilda de Marelle
- 2022 Federico García Lorca: Dům Bernardy Alby, režie: Juraj Deák, premiéra: 20. května 2022, role: Amélie
- 2022 Agatha Christie: Past na myši, režie: Jan Burian, premiéra: 15. října 2022, role: Slečna Casewellová
- 2023 Jan Vedral podle Josefa Škvoreckého: Danny Smiřický (Příběhy inženýra lidských duší), režie: Radovan Lipus, světová premiéra: 27. ledna 2023, role: Irena – Marie
- 2023 Lope de Vega: Vzpoura lásky (Fuente Ovejuna), režie: Pavel Khek, premiéra: 31. března 2023, role: Pascuala
- 2023 Woody Allen: Nepijte tu vodu, režie: Juraj Deák, premiéra: 15. prosince 2023, role: Susan Hollanderová
- 2024 William Shakespeare: Večer tříkrálový aneb Cokoli chcete, režie: Juraj Deák, poprvé: 21. června 2024, premiéra: 6. listopadu 2024, role: Marie
- 2024 Carlo Goldoni: Poprask na laguně, režie: Juraj Deák, premiéra: 20. prosince 2024, role: Orsetta
- 2025 Francis Scott Fitzgerald – Simon Levy: Velký Gatsby, režie: Martin Čičvák, premiéra: 1. března 2025, role: Myrtle Wilsonová

## Filmové role
- 2022 – Banger
- 2023 – Jak přežít svého muže
- 2023 – Krvavý Johann!
- 2025 – Jak se nám to mohlo stát?!

## Televizní role
- 2017 – Lajna
- 2021 – Slunečná
- 2022 – 1. mise (por./npor. MUDr. Marika Klocová)
- 2022 – Národní házená
- 2022 – O mě se neboj
- 2022 – Dobré zprávy: moderátorka Monika Fiedlerová
- 2024 – Kamarádi (Nikola Majerová)
- 2025 – Jakub a Sara